# De rustende atleet
De rustende atleet is een artistiek kunstwerk van Jan Havermans in Amsterdam-Zuid.
De opdracht voor dit werk kwam in mei 1940 van de gemeente Amsterdam. De Tweede Wereldoorlog zorgde voor uitstel. In juni 1950 werd aangekondigd dat het beeld er dan toch zou komen, maar dat het eerst nog uitgeleend werd aan een internationale tentoonstelling in Antwerpen. Daarna werd het geplaatst op de stoep van het Stedelijk Museum Amsterdam in het kader van een daar in 1951 te houden tentoonstelling van Belgische Beeldhouwkunst. Met de opening van die tentoonstelling kwam ook het bericht dat de sokkel op de kruising Minervalaan, Minervaplein en Stadionweg klaar was om haar beeld te ontvangen. In 2019 stond het beeld in de route van beeldententoonstelling ArtZuid 2019, maar maakte er geen deel van uit.
Het beeld vertoont gelijkenis met De Denker van Auguste Rodin, waarvan een versie aan de Apollolaan staat. Havermans maakte ook De rustende tuinder; dat beeld staat opgesteld in het Jan van Galenplantsoen.